# Майоров, Михаил Михайлович
Михаил Михайлович Майо́ров (1906—1993) — советский актёр театра и кино. Народный артист РСФСР (1962).

## Биография
Родился 5 (18 ноября) 1906 года в Туле. В 1926—1930 годах учился в ЦЕТЕТИСе. В 1930—1936 годах актёр МХАТ. С 1936 года актёр ЦТКА. В 1950—1956 годах депутат Дзержинского райсовета депутатов трудящихся Москвы и член комиссии культпросветработников Дзержинского райкома КПСС.
Умер 23 февраля 1993 года. Похоронен на Даниловском кладбище.
- Сын — Майоров, Андрей Михайлович (1934—2020) — советский и российский актёр театра и кино, заслуженный артист Российской Федерации (1997).

## Творчество

### Роли в театре
МХАТ 2-й
- «В овраге» по А. П. Чехову — Анисим Цибукин
- 1929 — «Чудак» А. Н. Афиногенова — Борис Волгин

Центральный театр Российской Армии
- «Падь Серебряная» Н. Ф. Погодина — Бахметьев, Черкасов
- 1942 — «Фронт» А. Е. Корнейчука — Сергей Горлов
- 1946 — «Учитель танцев» Л. де Веги, режиссёр В. С. Канцель — Вальдалино
- 1947 — «Южный узел» А. А. Первенцева — Обух
- 1948 — «На той стороне» А. А. Барянова — Игнатьев
- «Флаг адмирала» А. П. Штейна — английский дипломат Уорд
- 1954 — «Лётчики» Л. Д. Аграновича и С. Д. Листова — Друнин
- 1957 — «Обрыв» по И. А. Гончарову — Борис Павлович Райский
- 1960 — «Якорная площадь» И. В. Штока — Владимир Борисович Чемезов, контр-адмирал
- 1978 — «Орфей спускается в ад» Т. Уильямса — Джейб Торренс
- «Крепость над Бугом» по С. С. Смирнову — Морозов
- «Средство Макропулоса» К. Чапека — Ярослав Прус
- «Всеми забытый» Н. Хикмета — Доктор

### Фильмография
- 1937 — Ленин в Октябре — шофёр Григорий Тимофеев
- 1939 — Аринка — начальник дороги
- 1943 — Кутузов — адъютант Н. Н. Раевского
- 1944 — Поединок — капитан медицинской службы
- 1950 — Секретная миссия — немецкий коммунист
- 1952 — Учитель танцев (фильм-спектакль ЦАТСА) — Вандолино
- 1953 — Застава в горах — полковник
- 1954 — Опасные тропы — Майборода
- 1955 — В квадрате 45 — полковник Щербаков
- 1957 — Четверо — Андрей Ильич Хорьков, ученый, вирусолог-иммунолог
- 1960 — Повесть пламенных лет — Майор Величко; Пять дней, пять ночей — генерал
- 1963 — Выстрел в тумане — генерал; Коротко лето в горах — Устинович
- 1964 — Банкир — Роман Степанович Круча
- 1967 — Дом и хозяин — Агеев, начальник лесоучастка
- 1974 — Какая у вас улыбка — старый фотограф; Ответная мера — Виктор Петрович Фёдоров
- 1979 — Следствие ведут ЗнаТоКи. Подпасок с огурцом — коллекционер
- 1986 — Орфей опускается в ад (фильм-спектакль ЦАТСА) — Джейб Торренс

## Награды и премии
- народный артист РСФСР (14.12.1962)
- заслуженный артист РСФСР (8.4.1954)
- Сталинская премия второй степени (1951) — за исполнение роли английского посла Уорда в спектакле «Флаг адмирала» А. П. Штейна
- два ордена Трудового Красного Знамени (27.10.1967; 17.3.1980[4])